# Armeegruppe von Lüttwitz
De Armeegruppe von Lüttwitz was een Duitse Armeegruppe in de Tweede Wereldoorlog, genoemd naar haar commandant, General der Panzertruppe Heinrich von Lüttwitz. Deze Armeegruppe was een ad hoc staf die slecht gedurende enkele dagen in actie kwam in de Slag om de Ardennen tijdens de laatste dagen van 1944.

## Krijgsgeschiedenis
De Armeegruppe von Lüttwitz werd gevormd op tussen 26 en 29 december 1944 uit de staf van het 47e Pantserkorps.
Het doel van de vorming van deze Armeegruppe was het coördineren van een laatste Duitse poging om de Amerikaanse corridor naar Bastenaken te doorbreken en de stad opnieuw in te sluiten en daarna in te nemen. Voor dit doel had General der Panzertruppe Heinrich von Lüttwitz, naast zijn eigen 47e Pantserkorps ook het bevel over het 39e Pantserkorps (onder bevel van Generalleutnant Karl Decker). De opdracht voor deze aanval kwam van General der Panzertruppe Hasso von Manteuffel van het 5e Pantserleger.
De aanval zou op 30 december 1944 starten. Het 47e Pantserkorps zou uit het westen aanvallen met als speerpunt de Führer-Begleit-Brigade en de 3e Pantsergrenadierdivisie. Vanuit het oosten zou het 39e Pantserkorps aanvallen met de 1. SS-Panzer-Division Leibstandarte-SS Adolf Hitler en de 167e Volksgrenadierdivisie. De aanval van het 47e Pantserkorps startte ongeveer tegelijk met een Amerikaanse aanval in tegengestelde richting door de 11e Pantserdivisie (11th Armored Division). Hierdoor en ook door intensief Amerikaans artillerievuur, was de Duitse aanval eigenlijk al voorbij voordat hij begonnen was. De aanval van het 39e Pantserkorps tegen de Amerikaanse 35e Infanteriedivisie was duidelijk sterker. De Duitsers slaagden erin enkele dorpen te veroveren en ongeveer drie Amerikaanse compagnieën te overmeesteren, maar de aanval was aan het eind van deze eerste dag ook eigenlijk meteen vastgelopen. Het offensief van de Armeegruppe was daarmee binnen een dag voorbij.
De Armeegruppe von Lüttwitz werd meteen na deze vergeefse aanval ontbonden.

## Commandant
| Rang                     | Naam                  | Begin              | Eind               |
| ------------------------ | --------------------- | ------------------ | ------------------ |
| General der Panzertruppe | Heinrich von Lüttwitz | eind december 1944 | eind december 1944 |